# マクシミリアン3世ヨーゼフ (バイエルン選帝侯)
マクシミリアン3世ヨーゼフ（Maximilian III. Joseph, 1727年3月28日 - 1777年12月30日）は、バイエルン選帝侯（在位：1745年 – 1777年）。全名はマクシミリアン・ヨーゼフ・カール（Maximilian Joseph Karl）。バイエルン選帝侯カール・アルブレヒト（神聖ローマ皇帝カール7世）と、その妃であった神聖ローマ皇帝ヨーゼフ1世の皇女マリア・アマーリエ（1701年 - 1756年）の長男。

## 概要
1727年3月28日にミュンヘンで生まれる。オーストリア・バイエルン戦争の最中の1745年1月20日に父カール7世が死去したため、選帝侯位を嗣いだ。バイエルンは既にオーストリア軍に侵攻されており、マクシミリアン3世ヨーゼフは速やかにオーストリア大公マリア・テレジアと講和を結んだ。1745年4月22日に締結されたこのフュッセン条約により、彼は次期皇帝選挙でのマリア・テレジアの夫・トスカーナ大公フランツ・シュテファン（フランチェスコ2世）への投票を約束した。フランツ・シュテファンはフランツ1世として即位を実現、ハプスブルク家が帝位奪還を果たした。マリア・テレジアがシュレージエンの奪回を意図した七年戦争（1756年 - 1763年）ではオーストリア側に立ったものの、プロイセンの弱体化は望んでおらず、中立的な態度に終止した。
マクシミリアン3世ヨーゼフは進歩的・啓蒙的な思想で知られ、ニンフェンブルクへ磁器工場を建設（1747年）したり、バイエルン科学アカデミーを創設する（1759年）など自国の発展に努めた。また、キュヴィリエ劇場（ミュンヘンにあるロココ式劇場）の建設をフランソワ・ド・キュヴィリエに命じた（1753年完成）ほか自身も作曲や演奏を行なうなど芸術にも親しんでいた。ただし、職を求めてきたモーツァルトに対しては、才能を認めつつもポストに空きがないことを理由に断った。
マクシミリアン3世ヨーゼフは従妹にあたるザクセン選帝侯フリードリヒ・アウグスト2世（ポーランド王アウグスト3世）の娘マリア・アンナ・ゾフィアと結婚したが、2人の間に子供は生まれなかった。そのため1777年の彼の天然痘による死去によってヴィッテルスバッハ家バイエルン系は断絶し、遠戚（ヴィッテルスバッハ家プファルツ系）のプファルツ選帝侯カール4世フィリップ・テオドールがバイエルンと選帝侯位を継承することになった（バイエルン選帝侯としてはカール・テオドール）。カール・テオドールはバイエルンとオーストリア領ネーデルラントを交換しようという皇帝ヨーゼフ2世の提案に応じようとしたが、これを巡ってバイエルン継承戦争が勃発することとなる。